# Archaía Neméa
Archaía Neméa (Archaia Nemea, Irakleion) är en ort i Grekland.   Den ligger i prefekturen Nomós Korinthías och regionen Peloponnesos, i den södra delen av landet, 90 km väster om huvudstaden Aten. Archaía Neméa ligger 337 meter över havet och antalet invånare är 392.
Terrängen runt Archaía Neméa är kuperad. Runt Archaía Neméa är det ganska glesbefolkat, med 24 invånare per kvadratkilometer. Närmaste större samhälle är Argos, 19,5 km söder om Archaía Neméa. 